# Нек (певец)
Вижте пояснителната страница за други личности с името НЕК.
Филѝпо Невиàни (на италиански: Filippo Neviani; * 6 януари 1972 в Сасуоло, Италия), известен със сценичното име Нек, е италиански певец и автор на песни. Той е популярен в Италия и в целия испаноговорещ свят и изпълнява, и издава повечето си албуми както на италиански, така и на испански език.
Нек за първи път постига международен успех през 1997 г., когато участва в Фестивала на италианската песен в Санремо в категорията Big и въпреки че не печели първото място, песента „Лаура я няма“ (Laura non c'è, на исп. Laura no está) е неговият международен пробив (тъй като през тази година тя става голям хит в Европа и Латинска Америка), както и издаването на четвъртият му албум „Тя, приятелите и всичко останало“ (Lei, gli amici e tutto il resto), продал милиони бройки, който е и първият му албум, записан и на испански език. След 18 години Нек участва във Фестивала на италианската песен в Санремо през 2015 г. с песента „Приближи се, любима“ (Fatti avanti amore), където се класира втори.
Към юли 2021 г. в Италия той има 15 студийни албума и 49 сингъла, които включват хитовете Sei solo tu, Almeno stavolta, Lascia che io sia, Instabile, La voglia che non-vorrei и продава над 10 милиона записа по цял свят.

## Биография

### 1972 – 1991: Ранни години и начална музикална дейност
Филипо Невиани е роден на 6 януари 1972 г. в град Сасуоло, регион Емилия-Романя, Италия в семейството на Чезаре Невиани и съпругата му Витория. Има един брат – Гаетано. Започва да свири на барабани, бас китара и китара на 9-годишна възраст. Той е особено повлиян от кънтри музиканти като Джон Денвър и впоследствие от Стинг.
В края на 80-те години започва да търси добре изразена експресивна идентичност и започва да свири в малки клубове със своята кънтри дует „Уинчестър“. През 1989 г. става солист и басист на групата „Уайт Лейди“, където пише първите си песни. Тази група първоначално се ражда като кавър група на Полис, но след това се превръща в състав със собствен личен репертоар и дори записва демото White Lady – The Demo. Тя се радва на известност в провинция Болоня и свири лек рок.
През 1991 г. Нек напуска групата и започва соловата си кариера. Той се класира втори на Музикалния фестивал в Кастрокаро с песента Io ti vorrei. Фестивалът по онова време представлява голяма промоционална възможност за новоизгряващи изпълнители и Нек успява да подпише договор с със звукозаписната компания Фонит Четра за издаването на три албума.

### 1992 – 1999 г.: Началото на успеха, албумиLei, gli amici e tutto il restoиIn due
Сценичното му име Нек датира от 1992 г., когато излиза 1-вият му албум с името Nek, предшестван от сингъла „Обичай ме“ (Amami). През 1993 г. той заема трето място в категорията „Нови предложения“ на Фестивала в Санремо с песента „В теб“ (In te), която се занимава с противоречивия въпрос за аборта. Той освен това сътрудничи в написването на песента „Деца на кого“ (Figli di chi), също включена във фестивала и изпълнена от Миета.
През 1993 г. излиза и 2-рият албум на певеца с названието „В теб“ (In te), който има девет парчета, три от които са част от първия му албум.
През лятото на 1994 г. той издава 3-тия си албум „Човешка топлина“ (Calore umano) и заема второ място на Италианския фестивал в Милано с водещ Майк Бонджиорно с песента „Ангели в гетото“ (Angeli nel ghetto). Също през 1994 г. получава първото си голямо признание, когато заедно с Джорджа е награден с Европейската награда за най-добър млад италиански поп изпълнител.
След като подписва договор за запис с WEA (днешна Уорнър Музик Груп), който е негов лейбъл и към 2020 г., през 1996 г. излиза четвъртият му студиен албум „Тя, приятелите и всичко останало“ (Lei, gli amici e tutto il resto), който има среден успех.
През 1997 г. Нек участва за втори път във Фестивала в Санремо, този път в категорията Big, с песента „Лаура я няма“ (Laura non c'è), която, въпреки че се класира на 7-мо място, става най-големият хит на фестивала за годината. Огромният ѝ успех увеличава продажбите на албума Lei, gli amici e tutto il resto, който е преиздаден и става 6 пъти платинен, продавайки над 600 хил. копия само в Италия. Албумът е предшестван и от други три успешни сингъла: „Ти си, ти знаеш“ (Tu sei, tu sai), „Кажи ми какво е“ (Dimmi cos'è) и „Ти си велика“ (Sei grande). Издадената набързо испанска версия на албума излиза през май, докато цялостната версия излиза през септември. Според WEA Италия Нек продава 300 хил. албума в Испания и 100 хил. във Франция, с допълнителни 250 хил. копия на Laura non c'è във Франция. Сингълът и албумът също са успешни в класациите на Швейцария, Белгия, Австрия, Португалия, Швеция, Финландия и Германия. Увърждаването на Нек като основен международен изпълнител идва с издаването на албума в цяла Латинска Америка, включително в Бразилия и Аржентина, където сингълът Laura no está се превръща в хитова песен и както тя, така и албумът са сертифицирани като златни, в Перу и Колумбия, а 100 хил. копия от албума са продадени в Мексико в неговата испанска версия. През август 1998 г. певецът официално получава наградата на Международната федерация за фонографска индустрия (IFPI) за албума, продаден в повече от милион копия в Европа. В Испания Нек е номиниран за Premio Amigo в категорията „Най-добър нов изпълнител/откритие“, а албумът му е номиниран на Билборд Латински музикални награди през 1999 г. за наградата „Рок албум на годината“.
Филмът „Лаура я няма“ също е направен по едноименната песен и за него Нек пише целия саундтрак, и се появява в последните му пет минути в ролята на създател на комикси.
Същата година Нек участва и във Фестивалбар с песента „Ти си велика“ (Sei grande) и дебютира на европейския пазар. След фестивала той стартира турнето си Lei, gli amici e tutto il resto... il tour, от което впоследствие е пусната VHS Nek Live: lei, gli amici e tutto il resto..., съдържаща концерта в Театър „Смералдо“ от 8 май 1997 г.
Нек коментира как предишната му неопитност и търсенето на музикална идентичност, и със смяна на лейбъла – промяната на музикалния стил от традиционен италиански поп към по-английско поп рок звучене, водят до внезапния му успех.
През юни 1998 г. излиза 5-ият албум на Нек – „Двама“ (In due, на исп. Entre tú y yo) едновременно в Европа, Латинска Америка и Япония, изцяло посветен на любовта. Сингълът „Ако те нямах“ (Se io non avessi te) веднага оглавява класациите за продажби и се класира високо във всички класации за радио излъчване за повече от четири месеца, за което получава Радио наградата на Фестивалбар. Албумът става тройно платинен в Италия, платинен в Испания и златен в цяла Европа. През първата половина на 1999 г. изпълнителят обикаля Италия, Европа и Латинска Америка, където се радва на голям успех. От албума идват синглите „Аз съм с теб“ (Sto con te), „Ако има правило“ (Se una regola c'è) и „С едно но и с едно ако“ (Con un ma e con un se).

### 2000 – 2007: албумиLa vita è,Le cose da difendere,Una parte di me,Nella stanza 26
Шестият му албум „Животът е“ (La vita è), издаден по целия свят на 2 юни 2000 г., достига 8-мо място в класациите на Италия и 7-мо в Швейцария, продавайки над 360 хил. в двете страни. Две години по-късно, на 24 май 2002 г., излиза седмият му албум „Нещата, които да защитаваш“ (Le cose da difendere) по целия свят и достига 4-то място в класациите на Италия, и остава в Топ 5 за 4 седмици, като е сертифициран като платинен в Италия и златен в Швейцария.
На 10 октомври 2003 г. излиза първата му компилация с хитове The Best of Nek: L'anno zero, както в италианската, така и в испанската версия. Тя увенчава едно успешно десетилетие, като предлага хитове, взети от седемте предишни албума, плюс две неиздавани песни: „Поне този път“ (Almeno stavolta) и „Годината нула“ (L'anno zero). Албумът се продава в над 300 хил. копия само в Италия и достига трето място в класациите, където остава 40 седмици, от които 13 в Топ 10. Песента Almeno stavolta е много популярна и достига 5-то място в класациите, и остава в Топ 10 за 12 седмици. През 2004 г. Нек прави европейско и латиноамериканско турне.
На 13 май 2005 г. излиза осмият студиен албум на певеца, озаглавен „Част от мен“ (Una parte di me). Албумът достига трето място в Италия и Швейцария, като остава в италианските класации повече от 50 седмици и продава над 200 хил. копия. Албумът включва хитовия сингъл „Остави ме да бъда“ (Lascia che io sia...), с който Нек печели изданието на Фестивалбар. Сингълът достига второ място в класациите и е в Топ 8 за 15 седмици; той е сертифициран като платинен и е един от десетте най-продавани сингъла на годината в Италия. Двата следващи сингъла: „В насрещното движение“ (Contromano) и „Безпокойството“ (L'inquietudine) също се изкачват в италианските радио класации. Албумът е издаден и на испански под заглавието Una parte de mí, докато в същия период излиза компилацията Esencial само в Латинска Америка.
На 2 юли Нек участва в концерта Live 8. През ноември той започва Турнето на арената, за да популяризира новия си албум, и дебютира на Медиоланум Форум в Асаго с напълно разпродадено шоу, което се случва и в последвалите концерти във всеки голям италиански град.
На 17 ноември 2006 г. Нек издава деветия си албум „В стая 26“ (Nella stanza 26), който става номер 5 в Италия и Швейцария и продава над 200 хил. копия. Той включва хитовия сингъл „Нестабилен“ (Instabile), който достига трето място и остава в Топ 5 на Италианските класации за 6 седмици. Друг сингъл е „Февруарска нощ“ (Notte di febbraio). Някои от песните от албума са използвани в саундтрака на филма от 2007 г. „Всички жени на живота ми“ (Tutte le donne della mia vita) на реж. Симона Ицо. Албумът излиза и на испански със заглавие Una parte de mí, в който има още две песни, вече публикувани в Una parte de mí: A contramano e Para ti sería... Последната песен е в дует с Ракел дел Розарио – певец на испанската група Ел Суеньо де Морфео). Тя е включена в преиздадения албум En el cuarto 26 и сингълът става номер едно в испанските класации за изтегляне (повече от 250 хил. изтегляния) за над 13 седмици.
През 2007 г. за песента Nella stanza 26 певецът получава престижната награда „Лукреция“ – Рок поезия, чийто текст е написан от Антонело де Санктис. Освен това Нек пее на Музикалните награди на Уинд (Wind Music Awards) в Рим и е награден за продажбите на албума Nella stanza 26. През същата година участва заедно с Лигабуе, Самуеле Берсани, Джорджа и Макс Пецали в компилацията с кавър-версии в памет на Лучо Батисти Innocenti evasioni 2006 с песента Sì viaggiare, която е напълно преаранжирана. Той освен това сътрудничи с групата „Ел Суеньо де Морфео“ в песента Chocar от албума им Nos vemos en el camino.

### 2008 – 2012: албумUn'altra direzioneи компилацияE da qui – Greatest Hits 1992 – 2010
През 2008 г. Нек записва дуета на песента Walking Away с Крейг Дейвид, включен в компилацията с най-големите хитове на британския изпълнител.
На 30 януари 2009 г. излиза 10-ият албум на певеца „Друга посока“ (Un'altra direzione), който съдържа 12 неиздавани песни плюс Walking Away и е предшестван от сингъла „Желанието, което не бих желал“ (La voglia che non vorrei). Това е първият му албум, който оглавява класациите на албумите. Той е сертифициран като платинен в Италия с над 60 хил. продадени копия. Версията на испански език на сингъла – El deseo que ya no puede ser излиза два месеца по-късно, последвана от албума Nuevas direcciones. Други сингли от италианския албум са „Ако не обичаш“ (Se non ami) и „Прости емоции“ (Semplici emozioni).
Нек също така участва в супергрупата „Обединени изпълнители“ (Artisti Uniti) в записа на благотворителния сингъл Domani 21/04.09 в подкрепа на жертвите на земетресението в Акуила през 2009 г. През лятото той е на турнето Summer Tour 2010 – Quartet Experience.
E da qui – Greatest Hits 1992 – 2010 излиза на 16 ноември 2010 г. и е компилация от песни на двоен диск от 20-годишната кариера на певеца, както и три непубликувани негови песни: „И от тук“ (E da qui), „Уязвима“ (Vulnerabile) и „С теб е“ (È con te, посветена на дъщеря му) плюс 3 песни на живо, записани в лятното турне The Summer Tour през 2010 г. Той е в класациите повече от 64 седмици и е сертифициран като платинен от FIMI.
На 28 март 2010 г. Нек изпълнява две песни „Ако не обичаш“ (Se non ami) и „За да не умреш никога“ (Per non morire mai) на 25-годишнината от Световния ден на младежта на площад „Свети Петър“ във Ватикана. Същата година пее в дует с испанската певица Марта Санчес песента Levántate, включена в албума ѝ De Par En Par.
През октомври 2011 г. Нек пее в дует с певицата Л'Аура в песента „Сърдечно затъмнение“ (Eclissi del cuore) – италианска версия на баладата от 80-те години „Тотално затъмнение на сърцето“ на Бони Тайлър. Издаден е като сингъл през октомври 2011 г., песента достига пето място в италианската класация за сингли и е сертифицирана като платинена от FIMI.
През юли 2012 г. Нек участва в хуманитарния концерт на площада на базиликата „Сан Франческо“ в Асизи. На 25 юли той изнася големия хуманитарен концерт Emilia Live на стадион „Ренато дал'Ара“ в Болоня в помощ на пострадалите от земетресението в Емилия-Романя.

### 2013 г. – 2018: албумиFilippo Neviani,Prima di parlareиUnici
На 16 април 2013 г. излиза 11-ият студиен албум на Нек със заглавието Filippo Neviani и отново се нарежда на второ място в музикалните класации. Всички песни в албума са в инструментално изпълнение на Нек. Албумът е последван от хитовия сингъл „Подреждане на звездите“ (Congiunzione Astrale) на 22 март 2013 г. На 31 август излиза следващият сингъл „Половината от нищо“ (La metà di niente), издаден и на испански като La Mitad de Nada в дует със Серджо Далма.
През юни 2013 г. участва в албума на Макс Пецали Max 20, пеейки с него в песента Nessun rimpianto.
В началото на октомври 2013 г. Нек съобщава за анулирането на промоционалното турне за албума поради оток на гласните струни и препоръчана 2-месечна почивка. На 6 декември той публикува Neroverdi – химн, написан за Спортен съюз Сасуоло Калчо – отбор, чийто фен е.
На 28 февруари 2014 г. Нек участва в Teniamo Botta 2 – благотворителен концерт в помощ на пострадалите от наводнението в Баса ди Модена, организиран от радио Бруно.
На 28 март 2014 г. е Почетен президент на наградите Magna Grecia – изложение, посветено на красотата, културата и изкуството, вдъхновена от Магна Греция, което се провежда всяка година в Пулия. От 30 март до 6 април 2014 . певецът взима участие в солидарния круиз на Асоциация „30 часа за живота“ (Trenta ore per la vita) по случай 20-годишнината на асоциацията.
На 11 април 2014 г. излиза третият и последен сингъл от албума му – Hey Dio, който достига седма позиция в класацията на италианската музика.
На 4 май същата година певецът пее в дует песните Sei solo tu и Lascia che io sia с певицата Дебра Юрато на 6-тата вечер на шоуто за таланти „Приятели на Мария де Филипи“ (Amici di Maria de Filippi). На 11 май 2014 г. Нек участва в концерта на Радио Италия на живо от площад Дуомо, Милано.
През юни пее на благотворителния концерт Nel nome del cuore в Асизи, а през юли – в спортния комплекс „Форо италико“ в Рим и на музикалния фестивал Reventon в разпродаденото шоу в Стейпълс Център в Лос Анджелис. През юли освен това му е връчена наградата „Лунеция“ в категория „Поп рок“ за албума поради музикално-литературната му стойност и участва в Иския Глобал Фест.
През август 2014 г. Нек получава наградата Tributo ad Augusto, която се връчва всяка година на изпълнителя, отличил се с творческата и социалната си дейност.
На 1 септември 2014 г. певецът пее на живо на хуманитарния футболен междурелигиозен мач за мир (Partita Interreligiosa per la Pace) на Олимпийския стадион в Рим, а на 23 септември същата година той участва във фестивала La Mercè в Барселона.
На 3 октомври 2014 г. европейското турне на изпълнителя е отменено поради здравословни проблеми с гласните струни, за които, за да се избегне операция, не му е позволено да пее два месеца.
През февруари 2015 г. Нек участва в 65-ия Фестивал на италианската песен в Санремо, където с песента „Приближи се, любима“ (Fatti avanti amore) завършва на второ място. Въпреки че не печели основното състезание, той печели с песента Se Telefonando на Мина наградата за най-добра кавър версия и с песента си Fatti avanti amore още три награди: за най-добър аранжимент, награден от фестивалния оркестър, Награда „Лучо Дала“ на пресцентъра, както и радио наградата „Все повече Санремо“ за най-популярната фестивална песен по радиото.
На 3 март Нек издава дванадесетия си студиен албум „Преди да говориш“ (Prima di parlare), последван от национално турне през есента. Албумът и двата сингъла „Приближи се, любима“ (Fatti avanti amore) и „Ако обаждайки се“ (Se telefonando) са сертифицирани като платинени от FIMI. С последната песен то участва в Летния фестивал и е номиниран за наградата Награда на радио RTL 102.5 – Песен на лятото. На 4 септември излиза третият сингъл от албума – „Бих започнал отново“ (Io ricomincerei), представен за първи път на живо на 19 септември по време на втория епизод от осмото издание на телевизионната програма „Оставям ти песен“ (Ti lascio una canzone).
През 2016 г. Нек е треньор в 15-то издание на шоуто за таланти „Приятели на Мария де Филипи“. През май излиза сингълът, предшестващ новия му албум – „Един от тези дни“ (Uno di questi giorni), който е сертифициран като златен от FIMI. На 16 септември излиза вторият сингъл със заглавие „Уникални“ (Unici).
През юли изпълнява на Reventon – фестивал, посветен на латиноамериканската музика, в Театър „Макрософт“ в Лос Анджелис. През октомври Нек пее на събитието „Футболен мач на мира“, организирано от папа Франциск в Рим.
На 14 октомври 2016 г. излиза 13-ият му студиен албум „Уникални“ (Unici), последван от национално турне през пролетта и лятото на 2017 г. Първият концерт се провежда на Арена ди Верона на 21 май 2017 г.
На 10 февруари 2018 г. Нек гостува на петата вечер на 68-ия Фестивал в Санремо, пеейки заедно с Клаудио Балиони, Франческо Ренга и Макс Пецали песента Strada facendo.
През юли 2018 г. участва в сингъла Faccio quello che voglio на Фабио Роваци заедно с Ема Мароне и Ал Бано.

### АлбумIl mio gioco preferito(2019 – 2021)
През 2019 г. Нек обявява нов музикален проект, озаглавен „Моята любима игра“ (Il mio gioco preferito), разделен на две части. Първата е „Моята любима игра: част първа“ и тя е пусната на 10 май, и е предшествана от сингъла „Ще се приготвя“ (Mi farò trovare pronto), който заема 19-то място на 69-ия фестивал в Санремо. Друг сингъл за популяризиране на албума е „Историята на света“ (La storia del mondo), представен на 19 април. Вторият диск от проекта – „Моята любима игра: част втора“ излиза на 29 май 2020 г. Той съдържа десет песни, включително новаторския сингъл „Да простиш“ (Perdonare) и нова версия на E da qui – сингъл, издаден 10 години по-рано.
През септември Нек е водещ на SEAT Music Awards 2020 за рестартиране на музика след пандемията от COVID-19.
На 11 юни 2021 г. той пуска новия си сингъл „Едно нормално лято“ (Un'estate normale).

## Личен живот
На 2 септември 2006 г. Нек сключва брак с Патриция Вакондио, с която има връзка от ок. 10 г. Имат дъщеря Беатриче Мария, родена на 12 септември 2010 г.
Нек е практикуващ католик.
През ноември 2020 г. претърпява успешна 10-часова операция на лявата ръка след като с банциг отрязва пръстите си по невнимание.

## Дискография

### Студийни албуми
- 1992 – Nek
- 1993 – In te
- 1994 – Calore umano
- 1996 – Lei, gli amici e tutto il resto
- 1998 – In due
- 2000 – La vita è
- 2002 – Le cose da difendere
- 2005 – Una parte di me
- 2006 – Nella stanza 26
- 2009 – Un'altra direzione
- 2013 – Filippo Neviani
- 2015 – Prima di parlare
- 2016 – Unici
- 2019 – Il mio gioco preferito: parte prima
- 2020 – Il mio gioco preferito: parte seconda

### Концертни албуми
- 2018 – Max Nek Renga, il disco (c Макс Пецали и Франческо Ренга)

### Компилации
- 2003 – The Best of Nek - L'anno zero
- 2010 – E da qui - Greatest Hits 1992-2010

## Филмография
- 1998 – Laura non c'è, реж. Антонио Бонифачо